# Gnegel

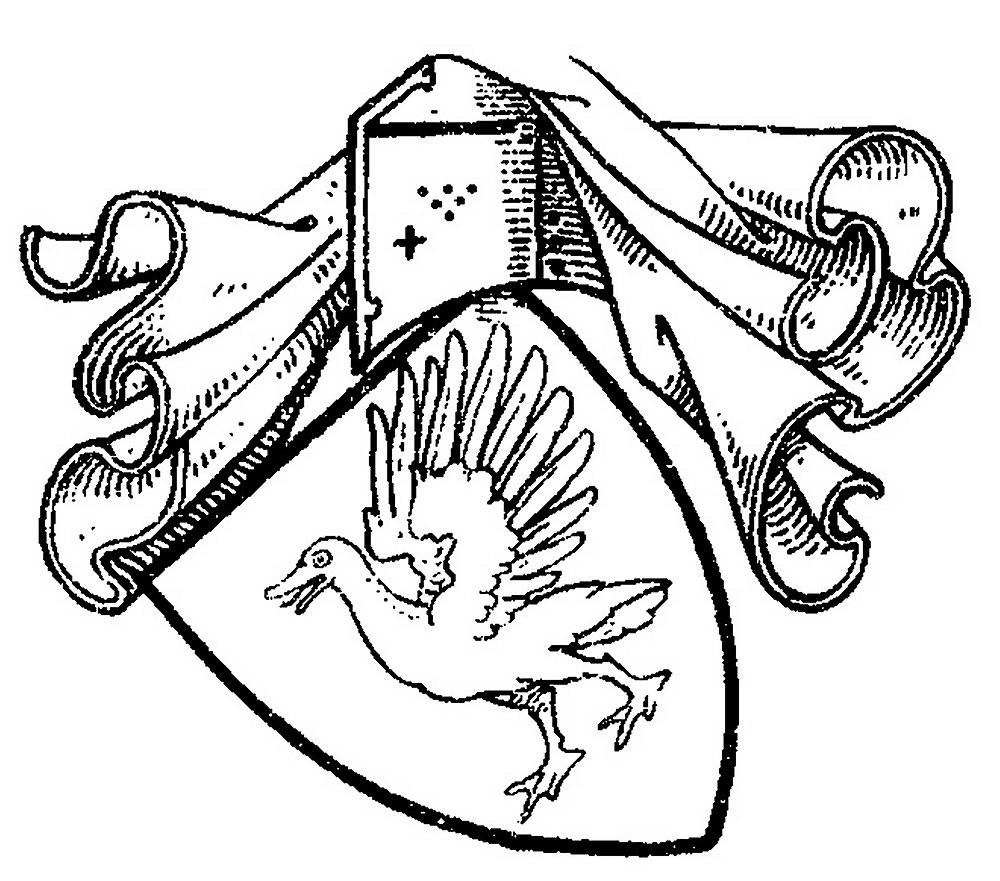
Stammwappen der Gnegel im Wappenbuch des Westfälischen Adels

Gnegel (auch: Gneghel) ist der Name eines westfälischen Ministerialengeschlechts. 

## Geschichte
Das Geschlecht war im Münsterland ansässig und stellte Burgmänner zu Burg Rheda.
An der Grenze des Münsterlandes lag das Kirchspiel Herzebrock mit dem von der Witwe eines Ekbertiners gegründeten Benediktinerinnenkloster Herzebrock, worin ein Ort Gnegel (Genegel(l)/Genägel) lag.
1339 wurden Obeke, Ehefrau Ecbert Gnegels, und deren Sohn Alrad von Graf Otto von Rietberg in einem Ministerialentausch gegen Willekin und Elisabeth, Kinder Arnolds Kerktorpes, an den Edelherrn Simon von der Lippe übergeben. Von Ecbert Gnegel ist eine Belehnung in Wiedenbrück überliefert: Ecbertus Gneghel infeudatus est cum i manso sitis in campis Widenbrugh. Der Knappe Egbert Gneghel besiegelte 1358 als Bürge eine Urkunde über den Verkauf von Renten aus dem Hof zu Hintlere [= Hinteler] im Kirchspiel Beckum an einen Bürger in Wiedenbrück. Ecbert Gnegels Sohn, Burgmann zu Rheda, siegelte 1352 ein Pachtrevers für das Kloster Marienfeld wegen eines Grundstücks von einem Heminchus im Kirchspiel Wiedenbrück und zweier zugehöriger Wiesen. Alhard Gneghel, famuli erscheint 1347 als Urkundenzeuge. Die Familie blühte noch 1383, als möglicherweise derselbe Knappe Alrad Gneghel dem Kloster Benninghausen in einem Leibeigenentausch für Hermann Moerseman den Helmig, Sohn von Kunne Wedekindingh, gab.

## Wappen
Blasonierung: Eine nach rechts auffliegende Ente. Helmzier und Tingierung sind nicht überliefert.
Die westfälischen Goes führten anscheinend ein identisches Wappen.